# Орган з оцінки відповідності
Орган з оцінки відповідності — орган (підприємство, установа, організація чи їх структурний підрозділ), що здійснює діяльність з оцінки відповідності, включаючи калібрування, випробування, сертифікацію та інспектування;
Оцінка відповідності — процес доведення того, що задані вимоги, які стосуються продукції, процесу, послуги, системи, особи чи органу, були виконані; Акредитацію органів з оцінки відповідності проводить національний орган України з акредитації —- Національне агентство з акредитації України.
Розрізняють наступні органи з оцінки відповідності:
- органи з сертифікації систем управління;
- органи з сертифікації продукції;
- органи з сертифікації персоналу;
- органи з інспектування:
- випробувальні лабораторії;
- калібрувальні лабораторії;
- визнані незалежні організації.